# An Accidental Servant
An Accidental Servant és un curtmetratge mut de l'Éclair American protagonitzat per George Larkin, i Eleanor Parker. La comèdia es va estrenar el 7 de gener de 1913.

## Argument
Billy Sheldon torna de l'estranger i intenta establir-se per treballar en un quadre que espera que serà la seva obra mestra, però és tan inquiet i nerviós que quan arriba una invitació del seu vell amic Dick Lang per passar una setmana de festa a casa seva ràpidament hi va. El dia que Billy arriba a la casa, Grace Ellis, una de les convidades amiga de Dick i la seva dona surt a passejar en el cotxe de Dick i el motor esclata a l'entrada d'un parc. Grace, en comptes d'esperar, comença a caminar, dient al xofer que es trobaran a l'altra banda del parc quan hagi acabat d'arreglar-lo. Aproximadament al mateix moment el cotxe de Billy també té una pana. Grace, en sortir del parc veu Billy parat al costat del seu cotxe que acaba d'aconseguir engegar, el confon amb el seu xofer i li ordena que el porti a casa. En arribar a casa de Dick, Billy insisteix a continuar la broma, amb l'ajut dels altres que el disfressen amb barba i perruca, i el fan passar com el majordom. Tot funciona tal com estava previst fins que Grace descobreixi la broma quan s'enamora d'ell.

## Repartiment
- George Larkin (Billy Sheldon)
- Guy Hedlund (Dick Lang)
- Eleanor Parker (Grace Ellis)
- Mildred Bright (Mollie Lang)
- J. Gunnis Davis (Freddie)
- Alec B. Francis (Reggie)
- Muriel Ostriche (May)
- Will E. Sheerer (hoste)
- Julia Stuart (cuinera)